# Sula (geslacht)
Sula is een geslacht van vogels uit de familie van de genten (Sulidae). 

## Soorten
Het geslacht kent de volgende soorten:
- sula brewsteri – Cocosgent
- Sula dactylatra – Maskergent
- Sula granti – Nazcagent
- Sula leucogaster – Bruine gent
- Sula nebouxii – Blauwvoetgent
- Sula sula – Roodpootgent
- Sula variegata – Humboldtgent